# The Wiseguys
The Wiseguys war eine britische Big-Beat- und Hip-Hop-Band.

## Geschichte
Die Band The Wiseguys (vom englischen wise guy für ‚Besserwisser‘ oder ‚Schlaumeier‘) wurde 1994 von Theo Keating alias DJ Touché zusammen mit Paul Eve alias DJ Regal gegründet. Keating ist in England ein erfolgreicher Produzent von Underground- und Electro-Musik und prägte die Big-Beat-Szene.
Keating und Eve produzierten bereits seit 1990 gemeinsam und veröffentlichten im Jahr 1994 die EP Ladies Say Ow! 1996 erschien ihr erstes Album Executive Suite. Eve verließ 1997 die Band, um sich seiner Solokarriere zu widmen.
Keating veröffentlichte 1998 das zweite Wiseguys-Album The Antidote, das die zwei bekanntesten und erfolgreichsten Songs Ooh La La und Start the Commotion beinhaltete, die unter anderem in internationalen Werbespots verwendet wurden. Mit der Auskopplung Ooh La La gelang 1999 der Durchbruch auf Platz 2 der britischen Single-Charts.
2001 löste sich die Band auf und der bis zuletzt verbliebene Keating widmete sich fortan House Music unter Fatboy Slims Plattenlabel Southern Fried.

## Diskografie
- 1994: Ladies Say Ow! (EP)
  - 1995: Nil by Mouth / Too Easy
  - 1996: The Sound You Hear / We Keep On

- 1996: Executive Suite
  - 1997: Casino ‘Sans Pareil’

- 1998: The Antidote
  - 1999: Ooh La La
  - 1999: Start the Commotion

- 2000: Wall of Sound Essentials – Mixed by the Wiseguys (Mix-CD)